# IC 288
IC 288 est une galaxie lenticulaire située dans la constellation de Persée. Sa vitesse par rapport au fond diffus cosmologique est de 4 888 ± 19 km/s, ce qui correspond à une distance de Hubble de 72,1 ± 5,1 Mpc (∼235 millions d'al). Elle a été découverte par l'astronome américain Lewis Swift en 1888.

## Groupe de NGC 1275
IC 288 fait partie du groupe de NGC 1275 qui compte au moins 48 membres dont NGC 1224, NGC 1267, NGC 1270, NGC 1273, NGC 1275, NGC 1277, NGC 1279, IC 294, IC 310 et IC 312. Le groupe de NGC 1275 fait partie de l'amas de Persée (Abell 426).